# Gruber-De-Gasperi-Abkommen
Das Gruber-De-Gasperi-Abkommen (auch Pariser Abkommen oder Südtirol-Abkommen genannt) wurde am 5. September 1946 in Paris zwischen Österreich und Italien abgeschlossen. Der Vertrag garantiert den Schutz der kulturellen Eigenart der deutschsprachigen Bevölkerung in der Region Trentino-Südtirol und war wichtig für die Zustimmung der Siegermächte zur weiteren Zugehörigkeit Südtirols zu Italien. Das Abkommen wurde vom österreichischen Außenminister Karl Gruber und dem italienischen Ministerpräsidenten Alcide De Gasperi im Rahmen der Pariser Friedenskonferenz 1946 geschlossen, als Anlage IV des am 10. Februar 1947 ratifizierten Friedensvertrags internationalisiert und bildet die Basis der heutigen Autonomie Südtirols.

## Vorgeschichte
Am 26. April 1915 schloss die Entente in London einen Geheimvertrag mit Italien (Treaty of London). Für seinen Kriegseintritt gegen die Mittelmächte sollte es neben anderen Gebietszusagen den Teil Tirols südlich des Brenners erhalten. Mit Ende des Ersten Weltkriegs und dem Zerfall Österreich-Ungarns wurde das Kronland Tirol geteilt. Der nördliche Teil Tirols wurde der neuen deutschen Republik Österreich (gegründet als Deutschösterreich) zugesprochen und die südlichen Teile (heute Südtirol und das Trentino) im Vertrag von Saint-Germain dem Königreich Italien angegliedert. Mit der Machtergreifung der Faschisten in Italien unter Benito Mussolini im Jahr 1922 wurde in Südtirol eine systematische kulturelle und wirtschaftliche Marginalisierung der nicht italienischsprachigen Bevölkerungsmehrheit (Deutsche und Ladiner) vorangetrieben. Mit dem Umsiedlungsabkommen (Option) im Jahr 1939 zwischen dem Regime Mussolinis (Italien) und dem Regime Adolf Hitlers (Deutsches Reich) sollte die Italienisierung Südtirols abgeschlossen werden (s. Geschichte Südtirols). Im Verlauf des Zweiten Weltkriegs wurde Südtirol von der Wehrmacht besetzt (1943 bis 1945) und als Operationszone Alpenvorland von Hitlerdeutschland okkupiert.
Nach dem Zusammenbruch der Diktaturen kehrten viele zuvor ausgewanderte Südtiroler in ihr Heimatland zurück. Ein Teil der deutschsprachigen Bevölkerung strebte nunmehr die Angliederung an die wiedererrichtete Republik Österreich an. Die Wiedervereinigung Tirols scheiterte allerdings am Veto der Siegermächte USA, Großbritannien und der UdSSR sowie Frankreichs, die in Bezug auf die Südtirolfrage bereits unter dem Eindruck des sich anbahnenden Ost-West-Konflikts agierten und, statt auf Gebietskonzessionen zu drängen, den Staat Italien zur Garantie von Schutzbestimmungen zugunsten der deutschsprachigen Bevölkerung Südtirols verpflichteten.

## Verhandlungen und Umsetzung des Abkommens
Auf italienischer Seite verhandelte Alcide De Gasperi, der damals provisorisches Oberhaupt Italiens war, nicht selbst, sondern sandte den italienischen Botschafter in Großbritannien, Nicolo Carandini, als Unterhändler nach Paris. Im Rahmen der Verhandlungen strebte der österreichische Außenminister Karl Gruber zunächst eine Angliederung Südtirols an Österreich an. Der italienische Ministerpräsident Alcide De Gasperi rückte vom territorialen Anspruch Italiens auf das Gebiet jedoch nicht ab und beeinflusste durch geschickte Diplomatie auch die Siegermächte. So hatte er unter anderem in einem Interview mit der New York Times nahegelegt, die Einwohner Südtirols seien unwissende Bauern, die überwiegend italienischer Herkunft seien und sich nur aus Angst vor einer Rückkehr der Deutschen nicht als Italiener bekannten. Auf Drängen der Siegermächte stellte De Gasperi eine Autonomie für die Region Trentino-Südtirol in Aussicht. Gruber willigte in den Vorschlag De Gasperis trotz Vorbehalten ein, wobei speziell das Vereinigte Königreich auf eine Einigung gedrängt hatte.
Besonders umstritten war dabei die territoriale Abgrenzung des Abkommens, die den Autonomieanspruch nicht klar auf das Gebiet Südtirols bzw. der Provinz Bozen beschränkte, sondern die Konstituierung der erweiterten Region Trentino-Südtirol ermöglichte. Durch Einbeziehung des Trentino bzw. der Provinz Trient wurde von Seiten der italienischen Zentralregierung in der Region jedoch bewusst eine italienischsprachige Bevölkerungsmehrheit geschaffen (den ca. 200.000 deutschsprachigen Südtirolern standen ca. 500.000 italienischsprachige Einwohner gegenüber), um den politischen Entscheidungsspielraum deutschsprachiger Parteien vor Ort zu limitieren.
Italien betrachtete das Gruber-De-Gasperi-Abkommen mit der verfassungsrechtlichen Konstituierung der Autonomen Region Trentino-Südtirol bzw. mit dem sogenannten Ersten Autonomiestatut im Jahr 1948 als erfüllt. Die politischen Vertreter der deutsch- und ladinischsprachigen Südtiroler empfanden diese Lösung jedoch als unzureichend. In den folgenden Jahrzehnten kam es zu intensiven politischen Verhandlungen zur Autonomie Südtirols unter neuerlicher Beteiligung Österreichs, die 1972 schließlich zum Inkrafttreten des sehr viel umfassenderen Zweiten Autonomiestatuts führten. Mit diesem Statut gingen die nun deutlich erweiterten autonomen Befugnisse von der Region Trentino-Südtirol letztlich großteils auf die beiden autonomen Provinzen Trient und Bozen über.

## Rechtliche Bedeutung

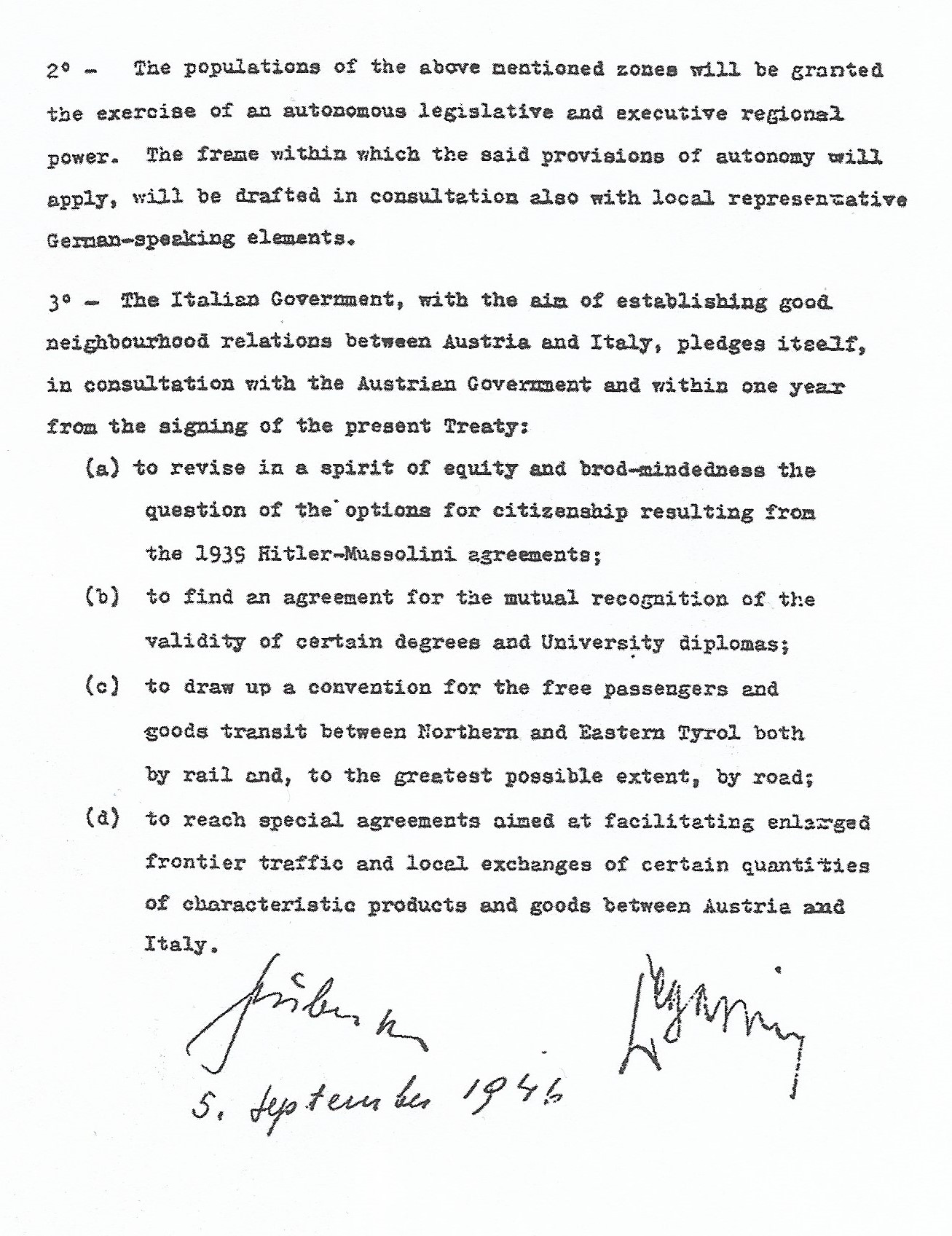
Zweites Blatt des Pariser Abkommens vom 5. September 1946 mit den eigenhändigen Unterfertigungen der beiden Vertreter Österreichs und Italiens

Die juridische Bedeutung des Gruber-De-Gasperi-Abkommens aus dem Jahr 1946 besteht darin, dass mit ihm erstmals konkrete Schutzbestimmungen zugunsten der deutschsprachigen Bevölkerung Südtirols (vor allem hinsichtlich des Schulunterrichts in der Muttersprache, des Sprachgebrauchs bei öffentlichen Ämtern und der Vergabe von öffentlichen Stellen) auf internationaler Ebene verbrieft wurden. Die ladinische Sprachgruppe fand im Gruber-De-Gasperi-Abkommen allerdings noch keine Berücksichtigung, ihre Position wurde erst mit der Verabschiedung des Zweiten Autonomiestatuts 1971 gestärkt.
Durch die Unterzeichnung des Abkommens wurde Österreich von Italien ebenso indirekt als Vertragspartner im Bereich der Südtirolfrage anerkannt. Von diesem Umstand, sowie von den jahrelang praktizierten bilateralen Verhandlungen um das Zweite Autonomiestatut, leitete sich im politischen Diskurs die sogenannte Schutzmachtfunktion (oder auch Schutzfunktion) Österreichs für die deutsch- und ladinischsprachige Bevölkerung der Region ab, die allerdings in keinem Dokument explizit genannt wurde. Maßnahmen von Seiten der FPÖ, diese Schutzmachtfunktion 2012 in der österreichischen Bundesverfassung ausdrücklich festzuschreiben, blieben erfolglos.
Die UN-Resolution 1497/XV vom 31. Oktober 1960 erkannte den völkerrechtlichen Charakter des Abkommens an. Im darauffolgenden Jahr wurde eine weitere UN-Resolution zur Südtirol-Frage verabschiedet (Res. 1661/XVI vom 28. November 1961), mit welcher Italien und Österreich aufgefordert wurden, weitere Anstrengungen zu unternehmen, um eine Lösung zu erzielen.
Diese Bemühungen führten schließlich zum Paket und Operationskalender des Jahres 1969, die in die Verabschiedung des sogenannten Zweiten Autonomiestatuts (Verfassungsgesetz Nr. 1 vom 10. November 1971, Einheitstext Nr. 670 vom 31. August 1972 mit dem Text des neuen Autonomiestatuts) mündeten. Der seit 1960 vor den Vereinten Nationen behängende Streit wurde erst mit der sogenannten Streitbeilegungserklärung vom 11. Juni 1992, abgegeben von Österreich, für beendet erklärt. Diese Streitbeilegungserklärung war bereits im Operationskalender des Jahres 1969 vorgesehen gewesen. Der Text dieser Erklärung konnte im Jahr 1992 noch in der Form abgeändert werden, dass das gesamte Zweite Autonomiestatut samt den seit 1972 ergangenen Änderungen auf eine völkerrechtliche Ebene gehoben werden konnte. Es ist somit davon auszugehen, dass Österreich die Einhaltung der Autonomieregelung für Südtirol auch völkerrechtlich von Italien verlangen kann. Zuvor war dies lange Zeit strittig, und es wurde zum Teil die Auffassung vertreten, dass allein das Erste Autonomiestatut aus dem Jahr 1948, das weit schwächere Schutzbestimmungen vorsah, völkerrechtlich abgesichert wäre, während alle nachfolgend erlassenen Schutzregelungen freiwillige Leistungen Italien seien, die damit auch jederzeit hätten zurückgenommen werden können.

## Wortlaut des Abkommens
1. Den deutschsprachigen Einwohnern der Provinz Bozen und der benachbarten zweisprachigen Ortschaften der Provinz Trient, also des Unterlands (German speaking inhabitants of the Bolzano province and of the neighbouring bilingual townships of the Trento province)[5], wird volle Gleichberechtigung (complete equality of rights) mit den italienischsprachigen Einwohnern im Rahmen besonderer Maßnahmen zum Schutze des Volkscharakters (ethnical character) und der kulturellen und wirtschaftlichen Entwicklung des deutschsprachigen Bevölkerungsteiles zugesichert werden.
In Übereinstimmung mit schon getroffenen oder in Vorbereitung befindlichen gesetzgeberischen Maßnahmen wird den Staatsbürgern deutscher Sprache insbesondere folgendes gewährt werden:
  1. Volks- und Mittelschulunterricht in der Muttersprache;
  2. Gleichstellung der deutschen und italienischen Sprache in den öffentlichen Ämtern und amtlichen Urkunden sowie bei den zweisprachigen Ortsbezeichnungen;
  3. das Recht, die in den letzten Jahren italianisierten Familiennamen wiederherzustellen;
  4. Gleichberechtigung hinsichtlich der Einstellung in öffentliche Ämter, um ein angemesseneres Verhältnis der Stellenverteilung zwischen den beiden Volksgruppen zu erzielen.
2. Der Bevölkerung der oben erwähnten Gebiete wird die Ausübung einer autonomen regionalen Gesetzgebungs- und Vollzugsgewalt gewährt werden. Der Rahmen für die Anwendung dieser Autonomiemaßnahmen wird in Beratung auch mit einheimischen deutschsprachigen Repräsentanten festgelegt werden.
3. In der Absicht, gutnachbarliche Beziehungen zwischen Österreich und Italien herzustellen, verpflichtet sich die italienische Regierung, in Beratung mit der österreichischen Regierung binnen einem Jahr nach Unterzeichnung dieses Vertrages:
  1. in einem Geist der Billigkeit und Weitherzigkeit die Frage der Staatsbürgerschaftsoptionen, die sich aus dem Hitler-Mussolini-Abkommen von 1939 ergeben, zu revidieren;
  2. zu einem Abkommen zur wechselseitigen Anerkennung der Gültigkeit gewisser akademischer Grade und Universitätsdiplome zu gelangen;
  3. ein Abkommen für den freien Personen- und Güterdurchgangsverkehr zwischen Nord- und Osttirol auf dem Schienenwege und in möglichst weitgehendem Umfange auch auf dem Straßenwege auszuarbeiten;
  4. besondere Vereinbarungen zur Erleichterung eines erweiterten Grenzverkehrs und eines örtlichen Austausches gewisser Mengen charakteristischer Erzeugnisse und Güter zwischen Österreich und Italien zu schließen.